# Gare maritime de Naples
La gare maritime de Naples est située sur le môle Angioino dans le port de la ville et abrite le terminal portuaire.

## Histoire

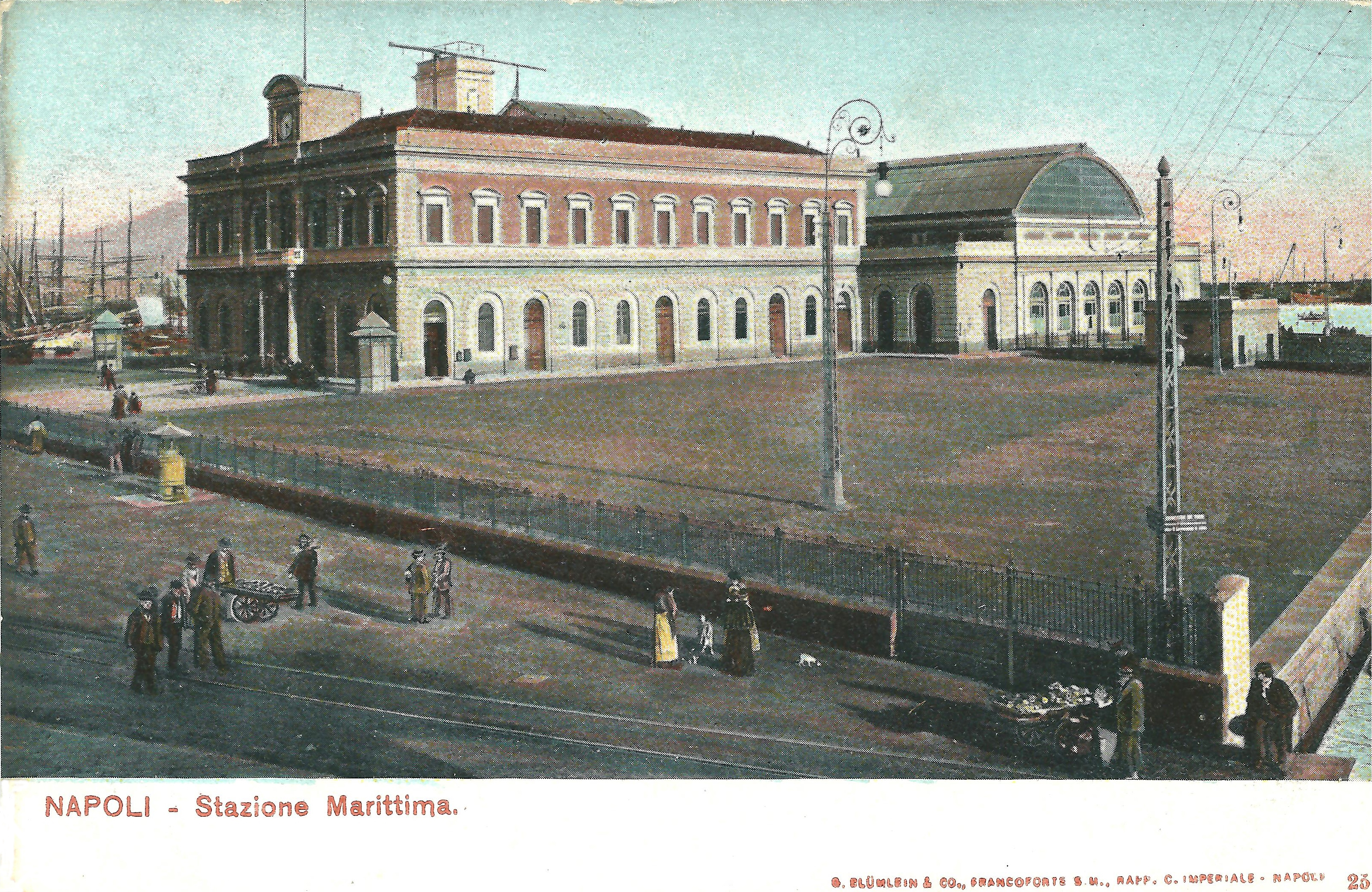
L'ancienne gare maritime, qui n'existe plus

Après l'unification de l'Italie, le port de Naples est considérablement agrandi et renforcé. Cependant, l'absence d'un bâtiment destiné à accueillir les passagers à l'arrivée et au départ se fait sentir. Ce manque est réparé lorsqu'a été construit à la fin du XIXème siècle la gare maritime sur le môle Pisacane entre 1894 et 1899.
Avec le temps, la gare maritime est devenue inappropriée pour ses fonctions. L'objectif déclaré du régime fasciste était de faire de Naples un rôle prééminent dans le commerce maritime de la Méditerranée. Par conséquent, il était nécessaire d'avoir une nouvelle gare maritime, plus spacieuse et plus moderne. L'appel d'offres pour le contrat a été émis par le Ministère des travaux publics en 1933. Les travaux ont commencé l'année suivante, sous la direction de l'architecte Cesare Bazzani, et ont été achevés en 1936 quand le bâtiment a été inauguré.
L'ancienne gare maritime, après avoir perdu sa première fonction, est devenue le siège de la capitainerie jusqu'à la Seconde Guerre mondiale, quand elle a été gravement endommagée par les dégâts des bombardements et des explosions. Elle a été remplacée après la guerre par l'actuel bâtiment de la capitainerie et de l'Autorité portuaire.

## Le bâtiment

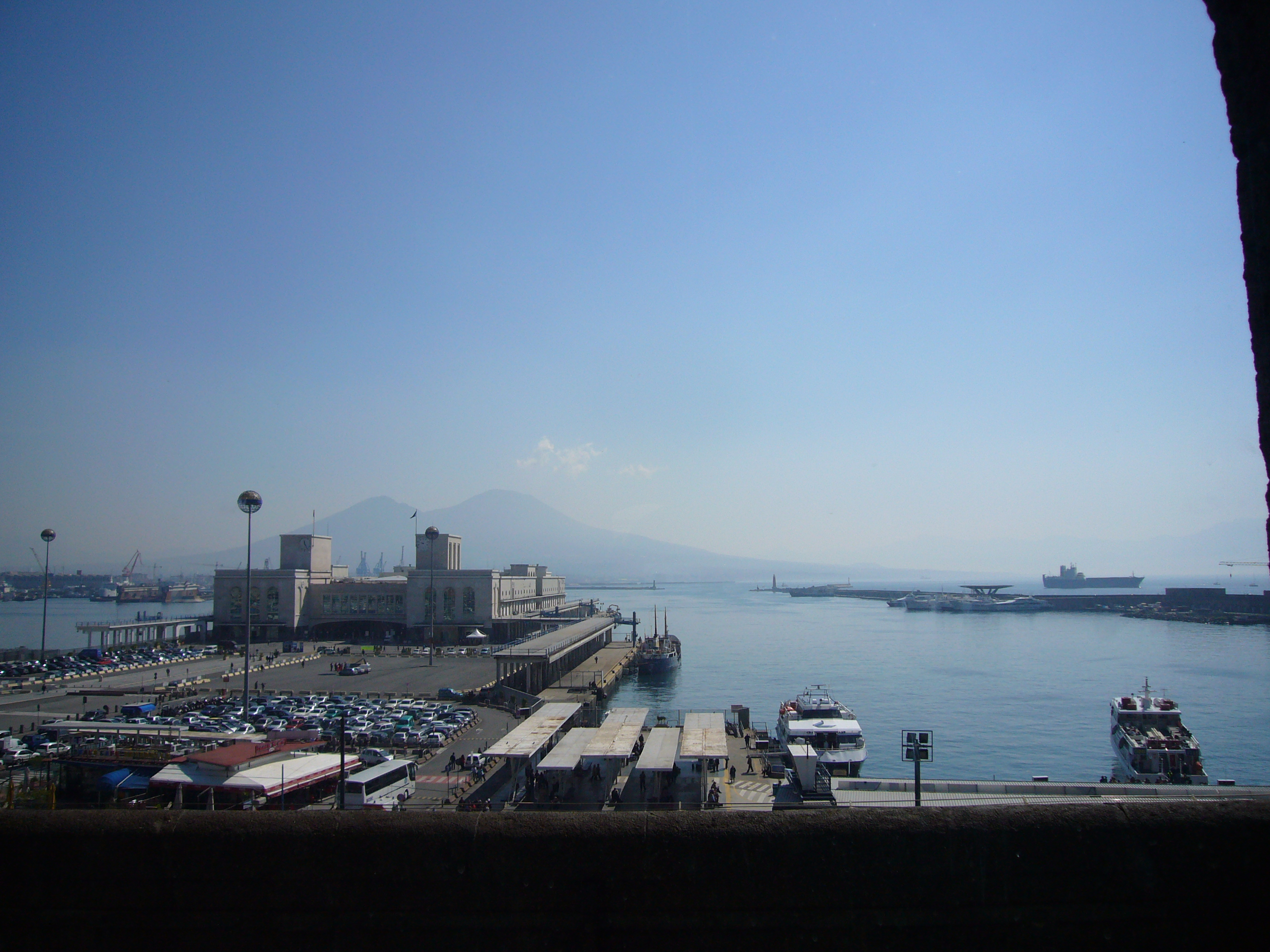
La Gare maritime et le môle San Vincenzo (à droite) vue du Castel Nuovo

Le bâtiment de la gare est une structure monumentale typique des années 1930, et pour cela prise en compte par la surintendance de l'environnement et du patrimoine architectural. 
Le bâtiment se compose de deux ailes, chacune d'environ 182 mètres. La décoration extérieure est composée de douze médaillons en pierre de Trani. Sur les douze, huit représentent des emplacements géographiques différents: l'Afrique orientale, Rome, Athènes, Le Caire, Rio de Janeiro, Calcutta, et, bien sûr, Naples. Des quatre autres, deux représentent la navigation par mer et par air, tandis que les deux autres représentent un bateau à vapeur et un navire romain. Il y a quatre métopes en bronze, qui représentent Castor et Pollux et la richesse du commerce maritime, en plus des classiques chevaux de bronze.